# Téléportaschtroumpf
Téléportaschtroumpf est jeu vidéo éducatif développé par Infogrames pour Windows et CD-I, en 1995. Il s'agit d'un ensemble de mini-jeux jouables à plusieurs, chacun à son tour.

## Histoire
Gargamel capture la Schtroumpfette. Les Schtroumpfs se mobilisent pour la délivrer, emmenés par le Grand Schtroumpf, qui découvrent dans ses grimoires magiques le moyen de construire un téléportaschtroumpf, qui serait en théorie capable d'emmener directement un Schtroumpf dans la geôle de la Schtroumpfette et l'en ramener.